# Мурадов, Балта
Балта Мурадов (1908, Бухарский эмират — 1984) — советский туркменский хозяйственный, государственный и политический деятель. Герой Социалистического Труда (1957).

## Биография
Родился в 1908 году на территории Бухарского эмирата (в советское время — село Октябрь Чарджоуского района Туркменской ССР). Член КПСС с 1939 года.
Выпускник Чарджоуского педагогического училища. Слушатель Ашхабадской высшей партийной школы.
В 1924—1975 годы — дехканин, председатель колхоза «15 лет СССР» (имени Халтурина) Чарджоуского района Туркменской ССР.
С 1940 по 1950 год — председатель Чарджоуского райисполкома. С 1954 по 1970 год — первый секретарь Чарджоуского райкома Коммунистической партии Туркменистана.
С 1968 года — персональный пенсионер союзного значения.
С 1970 по 1974 год — на работе в Чарджоуском обкоме КП Туркмении.
С 1974 по 1979 год — главный государственный инспектор Чарджоуской районной государственной инспекции по закупкам и качеству сельскохозяйственных продуктов.
Указом Президиума Верховного Совета СССР от 14 февраля 1957 года присвоено звание Героя Социалистического Труда с вручением ордена Ленина и золотой медали «Серп и Молот».
Награждён орденами Отечественной войны II степени, Трудового Красного Знамени (дважды), «Знак Почёта» (дважды), и медалями, а также Почётной грамотой Президиума Верховного Совета Туркменской ССР (1979).
Избирался депутатом Верховного Совета Туркменской ССР 5-го, 6-го, 7-го созывов. Делегат XXII съезда КПСС.
Умер в 1984 году.